# Teal'c
Teal'c (/ˈtiːəlk/) é um personagem fictício da série de televisão, Stargate SG-1. Interpretado por Christopher Judge, Teal'c é um jaffa guerreiro do planeta Chulak. Como um Jaffa, Teal'c é um ser humanóide que possui uma bolsa abdominal que serve como uma incubadora para uma larva Goa'uld. O simbionte larval concede maior força, saúde, cura e longevidade; Teal'c tem cerca de 100 anos de idade durante a série. A característica mais notável de Teal'c é uma tatuagem dourada encontrada em sua testa, um sinal que uma vez serviu o senhor de sistema Apophis.
Teal'c foi introduzido na série em seu episódio piloto "Children of the Gods". O personagem aparece em todos os episódios de  SG-1 , exceto o "Prometheus Unbound (Stargate SG-1), na oitava temporada, fazendo dele o personagem com mais episódios em toda a série. Teal'c também aparece nos filmes Stargate: The Ark of Truth e Stargate: Continuum, bem como na série Stargate Atlantis , nos episódios da 4ª temporada Reunion e  Midway. Em 2002, Christopher Judge foi nomeado para um Saturn Award na categoria "Melhor Ator Coadjuvante em uma Série de Televisão".

## Papel emStargate
Nas décadas que antecederam os acontecimentos do Stargate SG-1, o Lord do Sistema Goa'uld  Cronus executou o pai de Teal'c por recuar durante uma batalha que não poderia ser ganha. Na esperança de vingar a morte de seu pai um dia, Teal'c se juntou aos exércitos do rival de Chronus, Apophis. Sob a direção do então primeiro oficial de Apophis, Bra'tac, Teal'c aprendeu os caminhos de um guerreiro e subiu nas fileiras para se tornar seu novo primeiro oficial. Sua interação com Bra'tac e suas próprias experiências pessoais eventualmente levaram Teal'c a duvidar da divindade dos Goa'uld.
Quando a equipe SG-1 é capturada em Chulak no episódio piloto de  Stargate SG-1 , Teal'c deserta do exército de Apophis e se junta à equipe SG-1. Ele acredita que isso irá proporcionar uma oportunidade, eventualmente, de derrotar os Goa'uld e trazer liberdade a todos os Jaffa. Teal'c encontra uma casa no Stargate Command (SGC) na Terra e ocasionalmente visita sua esposa Drey'auc e seu filho Rya'c em Chulak. O SG-1 une forças com Bra'tac em muitas missões contra Apophis nas próximas quatro temporadas. A integridade de Teal'c na equipe é testada depois que ele mata a esposa de Daniel Sha're no episódio "Forever in a Day", da temporada 3, quando esta torturava o próprio Daniel, possuída pelo goa'uld Amaunet. Depois que SG-1 consegue matar Apophis na estreia da temporada 5, "Enemies", Chulak se torna um planeta livre.
O primeiro grupo principal de guerreiros da resistência de Jaffa é mostrado na estação 5 "[[The Warrior (Stargate SG-1)]|The Warrior]]". Até a sexta temporada, Teal'c e Bra'tac tornaram-se líderes proeminentes da Resistência de Jaffa. O site Alpha (Stargate) Alpha é o principal local de operação do Rebel Jaffa e depois do Tok'ra, mas as duas raças têm dificuldade em confiar e colaborar na derrota dos Goa'uld como inimigos. Teal'c e Bra'tac perdem seus simbiontes depois de um sabotagem da cúpula de Jaffa Rebelde na temporada 6 "The Changeling", mas a droga Tok'ra Tretonin passou a sustentá-los a partir de então. Tretonin torna-se eventualmente um instrumento para  libertar os Jaffa da necessidade fisiológica dos simbiotes Goa'ulds. Após isto, Teal'c já não apresenta um risco de segurança da Terra, podendo passar a ter uma vida normal e sair do SGC a partir do episódio "Affinity", da 8ª temporada. No entanto, o comportamento alienígena de Teal'c e um caso de assassinato tornam a vida difícil para ele.

### Caracterização
Teal'c é um jaffa de Chulak, um planeta que orbita um sistema estelar binário. Jaffa tem uma aparência humana, porém possui bolsa abdominal que serve como uma incubadora para uma larva Goa'uld. O simbiote larval concede maior força, saúde, cura e longevidade. Teal'c afirma estar com 101 anos de idade na Temporada 4. Como um Jaffa, Teal'c não requer o sono, mas deve envolver-se em uma forma de meditação chamada "kel'no'reem", a fim de sincronizar com o seu simbionte. Após, no decorrer da série, substituir o simbionte pelo uso do tretonim, passou a eventualmente precisar dormir.
Uma frase constantemente dita por Teal'c é "de fato". Christopher Judge descreveu seu personagem como um libertador que tenta acabar com a escravização de seu povo e um "rebelde em uma sociedade que não tolera rebeldes". Embora Teal'c tenha certas habilidades físicas avançadas e poderes, ele é muito humano em seu coração e em sua mente.
Até a sétima temporada, Teal'c tornou-se mais aberto a expressar seus sentimentos em relação a situações e outros personagens. Ele também tornou-se mais acostumado com a vida na Terra, desenvolveu um gosto por donuts e passou a ir a pescarias com O'Neill, embora ele esteja perplexo por que O'Neill pescar em um lago conhecido por ser desprovido de peixe. Seu filme favorito é Star Wars; Ele o viu 9 vezes a partir da temporada 5 episódio  Ascensão. Uma vez ele declarou uma antipatia por "lactose bovina". Na 8ª temporada, Judge quis levar Teal'c um passo mais perto de estar mais consciente dos costumes da Terra com um comportamento mais parecido com o dos americanos, sem que ele perdesse sua perspectiva alienígena.

### Relacionamentos
No início da série, Teal'c é casado com Drey'auc e tem um filho, Rya'c. Quando Teal'c deserta para a Terra, ele os deixa para trás em seu mundo natal, Chulak. Teal'c reúne-se brevemente com sua família em " Bloodlines", na temporada 1 e em Family, para impedir a influência de Goa'uld em sua vida.
O'Neill desconfia de alinígenas em geral, exceto de Teal'c. No início da série, Hammond não aceita Teal'c, mas passa a confiar e respeitá-lo depois de perceber a devoção de Teal'c ao Programa Stargate. O General Landry também respeita Teal'c como um guerreiro.
Os escritores inicialmente queriam estabelecer animosidade entre Teal'c e Daniel, particularmente porque Teal'c é indiretamente responsável pelo rapto da esposa de Daniel Sha're, que foi posteriormente selecionado como hospedeira para o Goa'uld Amaunet por Teal'c's, então primeiro oficial de Apophis. Christopher Judge e Michael Shanks, na vida real melhores amigos, protestaram, pois entenderam que Daniel ficaria fascinado pela cultura de Teal'c, e Teal'c seria muito respeitoso para os seres humanos que têm nobreza semelhante, apesar de se comportar de forma diferente. Os produtores eventualmente permitiram que os atores mostrarem o quanto seus personagens se preocupam e respeitam uns aos outros.
Durante a maior parte da série, Teal'c é o único membro do SG-1 que não é da Terra. Com a introdução do alienígena humano Jonas Quinn na temporada 6, os escritores desenvolveram uma relação entre os dois alienígenas da equipe, em que Teal'c já não é o "Outro". Teal'c e Jonas acabam se unindo porque têm uma formação semelhante. Christopher Judge explicou que o divertimento de seu personagem com Vala nas épocas 9 e 10 contribuiu para o relaxamento de Teal'c.
Quando Cameron Mitchell é introduzido na temporada 9, Teal'c primeiro reage surpreendido ao entusiasmo de Mitchell, estando mais acostumado com a atitude reservada de O'Neill. Teal'c não tem certeza se ele gosta de Mitchell no início, mas Mitchell força Teal'c a interagir com ele. Ao não deixar Teal'c recuar e observar, Mitchell faz de Teal'c uma parte ativa da cena. Teal'c e Mitchell são guerreiros e líderes, mas como Teal'c foi estabelecido como um poderoso guerreiro,[carece de fontes?] os produtores finalmente estabeleceram que Mitchell seria derrotado todo o tempo em treinamento de lutas entre os dois.

## História conceitual
Christopher Judge tinha trabalhado com Richard Dean Anderson antes, quando estrelou um episódio da quinta temporada de MacGyver em 1990, onde ele interpretou um aluno do ensino médio que MacGyver tentava motivar, apesar das influências negativas.
Quando os produtores conceitualizaram Teal'c, não tinham certeza do que queriam, mas não conheciam ninguém que fosse definitivamente Teal'c para eles. Eles estavam procurando atores afro-americanos, e Judge foi um dos últimos atores a ler para o papel, sendo contratado porque os produtores gostaram do que ele levou para sua apresentação. Eles foram receptivos à entrada do ator e deram-lhe a liberdade para mudar alguns aspectos desde o início. Judge reuniu-se  com os produtores no início de cada temporada e discutiu o que Teal'c deveria passar e o que lentamente o tornaria mais humano.
Durante a primeira temporada, Teal'c parecia menos bem integrado na equipe do que por exemplo O'Neill e Daniel. Ele foi o único personagem que não foi retratado em histórias mais pessoais na terceira temporada e pareceu estagnar. Rumores começaram a surgir no final da temporada 3 de que personagem iria deixar a série, mas eles foram rapidamente e firmemente negados. Os últimos episódios da temporada 3 apresentaram Teal'c em um papel mais proeminente, e ele se beneficiou de tempo adicional na tela e histórias na temporada 4.
Christopher Judge recebeu seu primeiro crédito de história para o episódio da temporada 5 "The Warrior", e mais tarde escreveu "The Changeling" por conta própria, concentrando-se na auto-identidade de Teal'c. Mais tarde, ele escreveu o episódio da série 7 "Birthright" e o episódio 8 "Sacrifices", ambos relacionados com a facção Jaffa Hak'tyl e o novo interesse amoroso de Teal'c, Ishta.

### Maquiagem e cabelo
Pelo fato de Teal'c necessitar de muita maquiagem, Judge tinha que estar no set de filmagens muito mais cedo do que o resto do elenco. A ideia original dos produtores para Teal'c incluía orelhas compridas e uma parte específica da barba, mas o departamento da composição o preferiu apenas um símbolo da testa, e um olhar egípcio. A maquiagem era reflexo do Goa'uld Ra do filme Stargate. No início de "SG-1", o símbolo de testa de Teal'c consistia de três partes, e demorou cerca de uma hora para aplicar as peças para a testa do ator. O processo foi simplificado ao longo dos anos.
Os episódios da temporada 6 "[The Changeling (Stargate SG-1)] The Changeling]" mostram Teal'c experimentando uma alucinação estendida de ser um ser humano na Terra. Para a filmagem deste episódio, o olho make-up ea pintura de ouro sobre o personagem foi significativamente atenuado. Com o início da temporada 7, quando Teal'c já não tinha um simbionte Goa'uld em sua bolsa, o ouro make-up foi descartado.
Judge deixava geralmente seu cabelo crescer durante o as férias das gravações, e raspava sua cabeça na manhã de seu primeiro dia antes do trabalho. Para a estreia da temporada 4, no episódio "Pequenas Vitórias", ele voltou para o set com uma barba de queixo loura pequena, uma vez que os produtores não tinham permitido que seu personagem tivesse cabelos no couro cabeludo na época. Vários episódios mais tarde, Judge raspou a barba. Com o início da 8ª temporada, depois de "muitos anos de mendicância, pleiteando e politicando", Judge aproximou-se novamente dos produtores e pediu que seu personagem tivesse cabelo, e eles cederam. Brad Wright estava convencido de que o público odiaria. O ator mostrou o penteado que ele pensava que Teal'c teria, em uma convenção, mas o cabelo foi cortado antes do início da temporada 8. As razões da história para o cabelo de Teal'c nunca são explicadas na série, mesmo apesar de Jack O'Neill fazer tal investigação em "New Order", como ele diz: "O que é com o cabelo?".

## Recepção
Em 2002, Christopher Judge foi nomeado ao Saturn Award na categoria "Melhor ator coadjuvante em séries de televisão".[carece de fontes?]